# Shōnen Jump+
Shōnen Jump+  (少年ジャンプ+ Shōnen Janpu Purasu?) es una revista en línea japonesa de publicación de mangas shōnen de Shūeisha, derivada de su línea de revistas Jump. Lanzada el 22 de septiembre de 2014, la revista funciona como una aplicación móvil y sitio web. La revista presenta series originales, obras autoconclusivas y títulos de otras revistas de manga de Shūeisha, incluyendo ediciones digitales de la Jump semanal. Entre los títulos notables serializados en Shōnen Jump+ se incluyen Chainsaw Man, Shūmatsu no Harem, Jigokuraku, Spy × Family, Kaiju No. 8, Dandadan…
Fuera de Japón (más Corea del Sur y China, que cuentan con versiones propias) Shūeisha publica sus mangas de la plataforma en Manga Plus. A partir de 2023, cada nueva serie de manga estrenada en Jump+ se estrenará antes o después, al menos en inglés, en Manga Plus.

## Historia

### Prelanzamiento
Shūkan Shōnen Jump de Shūeisha alcanzó una circulación semanal máxima de 6,53 millones de copias en la década de 1990, aunque desde entonces su número de lectores ha disminuido constantemente como resultado del declive más amplio de la industria de los medios impresos. En respuesta, Shūeisha recurrió a la distribución digital en un intento de llegar a un público más amplio.
Se emitió una edición digital gratuita de Shūkan Shōnen Jump como resultado del terremoto y tsunami de Tōhoku de 2011, después de que las líneas de envío y distribución se vieran afectadas por el desastre. Emitir la revista digital era difícil en ese momento debido a los diferentes flujos de trabajo de la emisión de la versión impresa. En 2012, Shūeisha lanzó la aplicación de librería en línea Jump Book Store, que disfrutó de un leve éxito comercial y se convirtió en una inspiración para Shōnen Jump+.
En 2013, Shūeisha lanzó la plataforma de manga en línea Jump LIVE. Aunque la aplicación se descargó más de 1 millón de veces en tres semanas, el departamento editorial descubrió que contenía demasiado contenido y que era difícil distinguir entre contenido gratuito y de pago. Shūeisha finalmente descontinuaría la plataforma. Sin embargo, la experiencia de lanzar una plataforma en línea ayudó a la compañía para posteriormente lanzar Shōnen Jump+

### Lanzamiento posterior
Shōnen Jump+ se lanzó el 22 de septiembre de 2014 con más de 30 series de manga, algunas de las cuales se transfirieron de Jump LIVE, incluidas Ēldlive y Nekoda-biyori. La versión digital de Shūkan Shōnen Jump se puede comprar en Shōnen Jump+ a 300 yenes por número o 900 yenes por mes.
En comparación con la revista física, los títulos publicados en Shōnen Jump+ tienen restricciones editoriales más laxas en torno al contenido explícito. Según Shuhei Hosono, editor jefe de Shōnen Jump+, la cantidad de usuarios activos semanales aumentó de 1,1 millones a 1,3 millones entre abril y mayo de 2016; Hosono señaló que el aumento fue catalizado por el lanzamiento de Fire Punch y Shūmatsu no Harem, que contienen representaciones de sexo y violencia no permitidas en Shūkan Shōnen Jump. A partir de 2017, Shūkan Shōnen Jump comenzó a serializar trabajos realizados por artistas de manga que publicaron previamente Shōnen Jump+, como Taishi Tsutsui y su We Never Learn, Chainsaw Man de Tatsuki Fujimoto y Tsurun Hatomune(Mitama Security: Spirit Busters).
2019 fue un año de gran avance para la plataforma. Spy × Family, que fue una nueva serie en 2019, atrajo a muchos usuarios a la aplicación, especialmente a las usuarias. Después de que comenzó su serialización, la proporción de usuarias aumentó en un 5 %, mientras que entre el 60% y el 65% eran hombres. Kanata no Astra recibió una adaptación de anime y Hidarikiki no Eren recibió una adaptación de drama televisivo en 2019; ambos son títulos originales de Shōnen Jump+. Además, sus títulos originales comenzaron a ganar grandes premios. Kanata no Astra ganó el 12º Premio Manga Taishō, convirtiéndose en el primer cómic web en hacerlo.
Manga Plus, una versión global de Shōnen Jump+, se lanzó el 28 de enero de 2019. Una edición internacional de Shōnen Jump+ se propuso por primera vez en 2017 como un medio para atraer a audiencias no japonesas; la aplicación se ofrece en inglés y español. También en 2019, Shūeisha produjo Marvel × Shōnen Jump+ Super Collaboration, una serie de colaboración con Marvel Comics compuesta por siete one-shots escritos por varios artistas de Shūkan Shōnen Jump, incluido Kazuki Takahashi de Yu-Gi-Oh!. En diciembre de 2020, Deadpool: Samurai comenzó su serialización en la misma plataforma después del one-shot de octubre de 2019.
En 2020, debido a la pandemia de COVID-19, algunos títulos de Shōnen Jump+ se publicaron con un calendario modificado. El departamento editorial de Shōnen Jump+ lanzó un sitio web llamado Jump Digital Labo (ジャンプ・デジタルラボ?) en julio de 2020, para reclutar propuestas de desarrollo digital. Kaiju No. 8, que se ha serializado desde julio de 2020, obtuvo 30 millones de páginas vistas en octubre de 2020, convirtiéndose en el manga de Shōnen Jump+ de crecimiento más rápido.
El 14 de diciembre de 2020, se anunció que la segunda parte de Chainsaw Man se serializará en Shōnen Jump+ tras haberse publicado su primera parte en la Jump semanal, 

## Métrica
Para mayo de 2019, se serializaron más de 60 títulos en Shōnen Jump+. La aplicación se había descargado 10 millones de veces; combinados, la aplicación y el sitio web tenían 2,5 millones de usuarios activos semanales. Shōnen Jump+ acumuló más de 12 000 millones de yenes en ingresos por ventas. Hasta febrero de 2022, la aplicación se había descargado 19 millones de veces, y la aplicación y el sitio web tenían aproximadamente 4,6 millones de usuarios activos semanales. Shūeisha estimó que los usuarios de Shōnen Jump+ eran un 65% masculinos, y que entre 18 y 24 años era el grupo demográfico más numeroso con un 32%.
Jigokuraku fue la serie más popular en la plataforma en 2018, mientras que Spy × Family ha sido el título de Shōnen Jump+ más popular desde 2019. Spy × Family se destaca por atraer lectores, especialmente mujeres, a la aplicación, según Hosono, la tendencia de sus ventas es comparable a Assassination Classroom, un título de alto perfil publicado en Shūkan Shōnen Jump.